# Robert i Bertrand
Robert i Bertrand – polski film fabularny z 1938 roku. Przedwojenna komedia filmowa. Film powstał na podstawie wodewilu Johanna Nepomuka Nestroya. Pochodzi z niego kilka popularnych piosenek (Zakochany złodziej). Z oryginalnego filmu, trwającego nieco ponad 80 minut, w polskich zbiorach zachowało się 54 minut. Niemal kompletną kopię filmu odnaleziono w zbiorach Instytutu Polskiego w Londynie, który w lutym 2017 roku przekazał ją (wraz z innymi filmami) Filmotece Narodowej .

## Fabuła
Irena – młoda, początkująca powieściopisarka z zamożnego domu – szuka natchnienia do napisania powieści kryminalnej. Na prowincji przypadkowo zaznajamiają się Bertrand  i Robert, którzy zajmują się sprzedażą krawatów. Zawierają doraźną spółkę handlową i w poszukiwaniu klientów trafiają na pobliskie wiejskie wesele. Podczas uroczystości weselnej giną pieniądze, a Robert i Bertrand zostają niesprawiedliwie podejrzani o tę kradzież. Trafiają do miejscowego aresztu, który odwiedziła szukająca wrażeń Irena. Przez pomyłkę została zamknięta razem z nimi w celi. Oni biorą ją za złodziejkę i starają się nawrócić na uczciwą drogę, a ona ma te same zamiary wobec nich. Co więcej, Bertrand zakochuje się w Irenie. Z wzajemnością.

## Obsada[3]
- Helena Grossówna - Irena,
- Eugeniusz Bodo - Bertrand,
- Adolf Dymsza - Robert,
- Antoni Fertner - Ippel, ojciec Ireny,
- Mieczysława Ćwiklińska - siostra Ippla,
- Michał Znicz - baron Dobkiewicz,
- Wincenty Łoskot
- Henryk Małkowski
- Edmund Minowicz
- Feliks Żukowski - pan młody,
- Julian Krzewiński - lokaj,
- Józef Orwid - strażnik więzienia,
- Edmund Minowicz - nauczyciel,
- Stanisław Zięciakiewicz - włamywacz,
- Stefania Betcherowa - chłopka,
- Ziutek Kudła - uczeń,
- Wacław Zdanowicz - gość na przyjęciu,
- Aleksander Bogusiński - gość na przyjęciu,
- Józef Porębski - gość w karczmie,
- Edmund Biernacki - kasjer na dworcu,
- Zofia Mellerowicz - właścicielka pokoju,
- Elżbieta Antoszówna - gość na przyjęciu.